# Åge Axelsen Thott
 Der er flere personer med dette navn, se Åge Thott.
Åge Axelsen Thott (død 1477) var en dansk rigsråd.
Han var søn af Axel Pedersen Thott og dennes første hustru, og han omtales som voksen i 1421. I 1432 og senere betegnes han af Hjuleberg, efter en hovedgård i Halland, som var kommet til slægten gennem hans mor.
Han var høvedsmand på Falkenberg måske 1426, og i alt fald 1433 og ligeledes i det følgende år, i hvilket han under Engelbrekts indfald i Halland slog et angreb fra en af dennes underanførere tilbage; men da han ikke turde afvente et fornyet angreb, sejlede han bort efter at have stukket ild på slottet. Det er ukendt, om han har haft lenet selvstændig eller blot styret det som faderens foged.
Åge Axelsen har formodentlig tøvet lige så længe som faderen med at anerkende Christoffer af Bayern, og heri må vel grunden søges til, at han først i 1449 fik ridderslaget, sikkert ved Christian 1.'s kroning. Faderen havde i 1441 fået løfte af kong Christoffer om, at en af hans sønner måtte beholde Varberg i 6 år efter hans død, og i henhold hertil traf sønnerne i 1447 aftale om, at brødrene Åge og Iver skulle styre lenet. Men der vides intet fra den følgende tid om, at Iver har deltaget i lenets styrelse, hvorimod Åge i mange år gang på gang nævnes som lensmand på Varberg, som han havde i pant; ligeledes fik han og hans hustru i 1450 for deres livstid pantebrev på Årstad og Halmstad Herreder, som han allerede da havde i ansvaret for.
Han var blevet rigsråd allerede før 1448; men det er dog især efter dette år, at han omtales i offentlige anliggender. Navnlig støder man på ham i forholdet til de andre nordiske riger; således var han i 1449 to gange i Norge for at virke for Christian 1.’s valg her; i 1450 deltog han i Halmstadmødet og var samme år med kongen i Norge på hans kroningsrejse; ligeledes var han til møder med svenskerne i Rønneby i 1453 og måske 1454 og i Vadstena 1455.
I 1462 blandede han sig sammen med sine brødre Oluf og Erik i en strid om Øsel Bispestol og støttede med væbnet magt den ene af kandidaterne til denne. I 1466 var han på ny til møde med svenskerne, i Jönköping, men samme år fandt der et møde sted i Nyköping, der blev af stor betydning for forholdet mellem Christian 1. og Axelssønnerne.
Åge havde i lang tid selv erhvervet gods lige så vel i Sverige som i Danmark. Hans hustru Merete var svensk, datter af Bengt Uddsson af den såkaldte Vinstorpa-slægt; en af hans døtre, Ellen Ågesdatter, havde allerede i 1455 giftet sig med den svenske marsk Thord Karsson Bonde, der dog blev dræbt året efter, og en anden datter, Ingeborg, blev (vistnok kort efter Nyköpingmødet) forlovet med den senere kendte Sten Sture den ældre.
Åge selv er øjensynlig efter Nyköpingmødet blevet mistænkt af kongen, der synes at have forsøgt at komme ham til livs ved at begunstige fremsættelsen af klager over ham fra beboerne i hans len. Forsøget er dog, så vidt det kan ses, ikke lykkedes; i alt fald fik Åge et hædrende vidnesbyrd af almuen om sin styrelse, og i februar 1467 forlenede kongen hans hustru for livstid med Hammergård og Hammerø. Åge må således antages endnu på dette tidspunkt at have været i besiddelse af sine len og betegnes netop i februar 1467 udtrykkelig som høvedsmand på Varberg; men i maj samme år har han åbenbart ikke mere Varberg, uden at det vides, på hvilken måde han har mistet lenet. Han må dog antages at have beholdt Årstad og Halmstad Herreder, og han kunne endnu opholde sig på Hjuleberg, ligesom han i maj 1469 var tilstede ved et møde i København; men han omtaler ganske vist allerede i januar 1468, hvorledes noget af hans gods er blevet beslaglagt, ligesom hele hans stilling åbenbart efterhånden blev ret vanskelig. Til sidst blev Hjuleberg i 1469 ødelagt af kongen, og øjensynlig i det samme år blev alt Åge Axelsens gods tildømt kronen. Han er derefter draget til Sverige; man finder ham således i Stockholm 1470 og helt ovre i Finland 1472.
På fredsmødet i Kalmar 1472 fik han imidlertid ligesom alle andre sit eget gods tilbage, og hvad hans len angår, bestemtes, at han foreløbig skulle have Halmstad og årstad Herreder og Falkenberg by i pant igen, indtil der kunne fældes dom om, hvorvidt de tilkom ham eller kongen; ligeledes skulle det pådømmes, hvem af dem der havde ret til Varberg. På Kalmarmødet 1473 lovede de danske sendebud at skaffe Åge Varberg tilbage, indtil dommen var fældet; han erklærede vel, at han ikke kunne skille sig fra sine brødre og broderbørn, men fik dog endnu samme år følgebrev på Varberg Len. Og da dommen stadig ikke blev fældet, beholdt han lenene til sin død, ligesom han i disse sine sidste år atter forekommer som rigsråd.
Han døde i 1477, vistnok omkring maj, i alt fald før 2. juli; hans hustru og hendes medarvinger beholdt Årstad og Halmstad Herreder i pant, hvorimod kongen endnu i 1477 indløste Varberg fra arvingerne. Merete levede endnu 1479, men var død 12. oktober 1481.